# ロベルト・オスナ
- ロベルト・オスーナ

ロベルト・オスナ・キンテーロ（Roberto Osuna Quintero、1995年2月7日 - ）は、メキシコのシナロア州フアン・ホセ・リオス出身のプロ野球選手（投手）。右投右打。福岡ソフトバンクホークス所属。
2024年の推定年俸12億7000万円はNPB史上歴代1位の年俸である。

## 経歴

### プロ入り前
2007年、当時12歳で第25回少年軟式野球世界大会で優勝したメキシコ代表チームのメンバーの1人に選ばれている。

### プロ入りとメキシカンリーグ時代
2011年にリーガ・メヒカーナ・デ・ベイスボルのメキシコシティ・レッドデビルズでプロデビューした。

### ブルージェイズ時代
2011年8月にトロント・ブルージェイズと契約した。

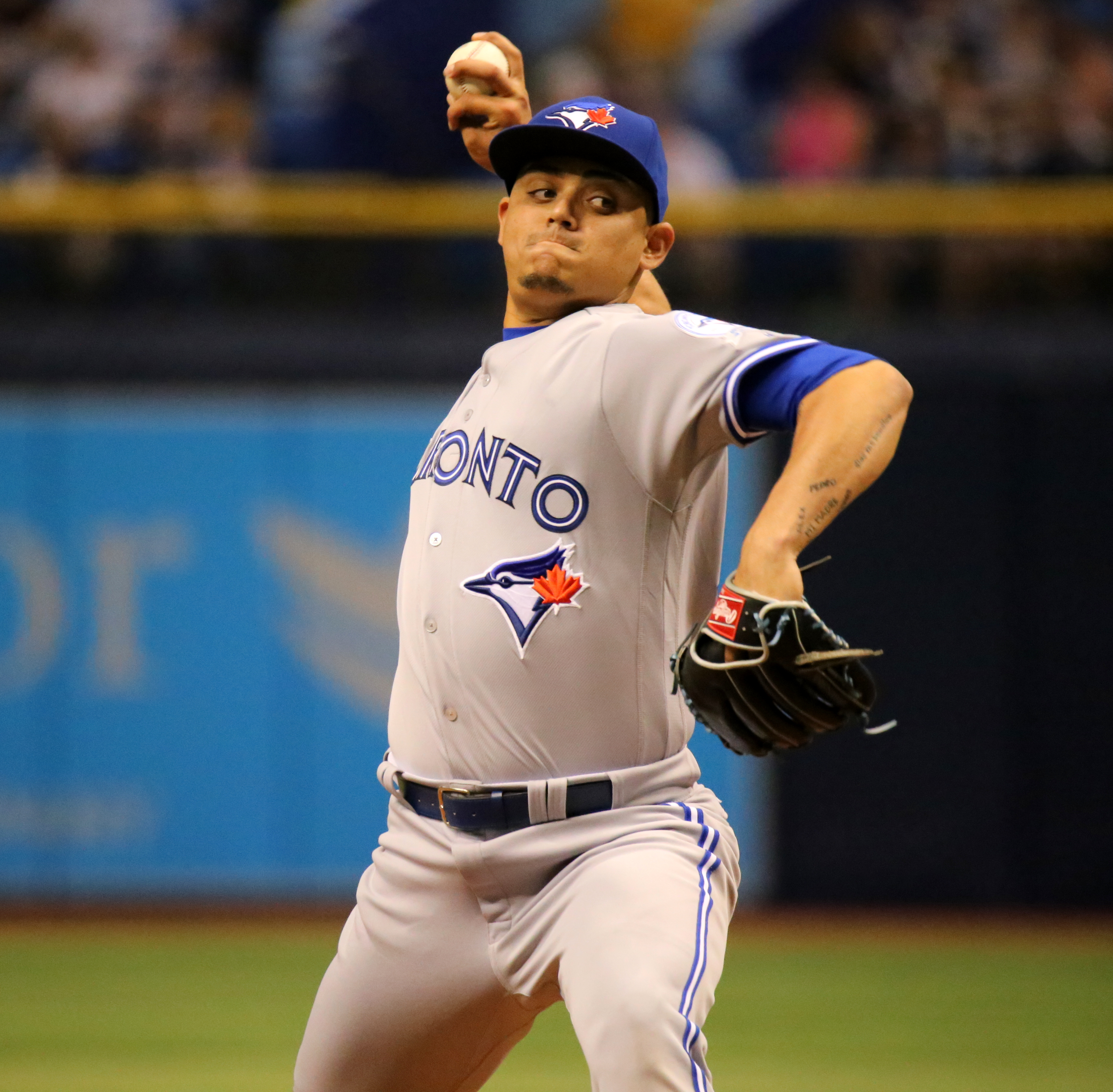
トロント・ブルージェイズ時代
(2016年開幕戦にて)

2012年に傘下のアパラチアンリーグのルーキー級ブルーフィールド・ブルージェイズでマイナーリーグデビューし、A-級バンクーバー・カナディアンズでもプレーした。
2013年は1月にMLB公式サイトが選ぶプロスペクトランキングで90位にランクされた。シーズンではA級ランシング・ラグナッツで5月上旬までに10試合に登板して3勝5敗、防御率5.53の成績を残したが、直後にトミー・ジョン手術を受ける事になり、以降を棒に振った。
2014年はリハビリから始まり、7月にルーキー級ガルフ・コーストリーグ・ブルージェイズで復帰した。その後、A+級ダニーデン・ブルージェイズでも投げ、2球団合計で8試合に登板して0勝2敗、防御率6.26、32奪三振を記録した。
2015年はスプリングトレーニング時は招待選手だったが、開幕はメジャーの25人枠で迎えた。開幕2戦目の4月8日のニューヨーク・ヤンキース戦でメジャーデビューし、0.2回を無失点に抑えた。5月18日のロサンゼルス・エンゼルス戦では初勝利、6月22日のタンパベイ・レイズ戦では初セーブを挙げ、夏場には抑えで起用されるようになった。その後は、弱冠20歳にして抑えの役割を全うし、68試合に投げて20セーブをマーク。勝敗の数こそ大きく負け越したものの、防御率は2.58という好数値だった。
2016年も引き続き抑えの役割を務め、前年を上回る72試合に登板した。防御率2.68、WHIP0.93という好数値のほか、奪三振率10.0ではルーキーイヤーの値を更新した。アメリカンリーグ6位となる36セーブを挙げ、チームのプレーオフ進出に多大な貢献をした。
2017年はシーズン開幕前の2月8日に第4回ワールド・ベースボール・クラシック（WBC）のメキシコ代表に選出された。シーズンでは不安障害を発症して6月23日に登板を回避したが、25日には復帰。7月4日に6月のリリーバー・オブ・ザ・マンスを受賞した。自身初めてオールスターに選出された。最終的にア・リーグ2位の39セーブを記録した。
2018年5月8日に女性に対する暴力容疑でトロント警察に逮捕された。これを重く見た球団は6月22日、5月8日から起算しての75試合の出場停止処分が発表された。

### アストロズ時代
2018年7月30日にケン・ジャイルズ、デビッド・ポーリーノ、ヘクター・ペレスとのトレードで、ヒューストン・アストロズへ移籍した。移籍後も抑えを任され、23試合で2勝2敗12セーブ、防御率1.99を記録した。この年は結局出場停止の影響で38試合登板にとどまった。

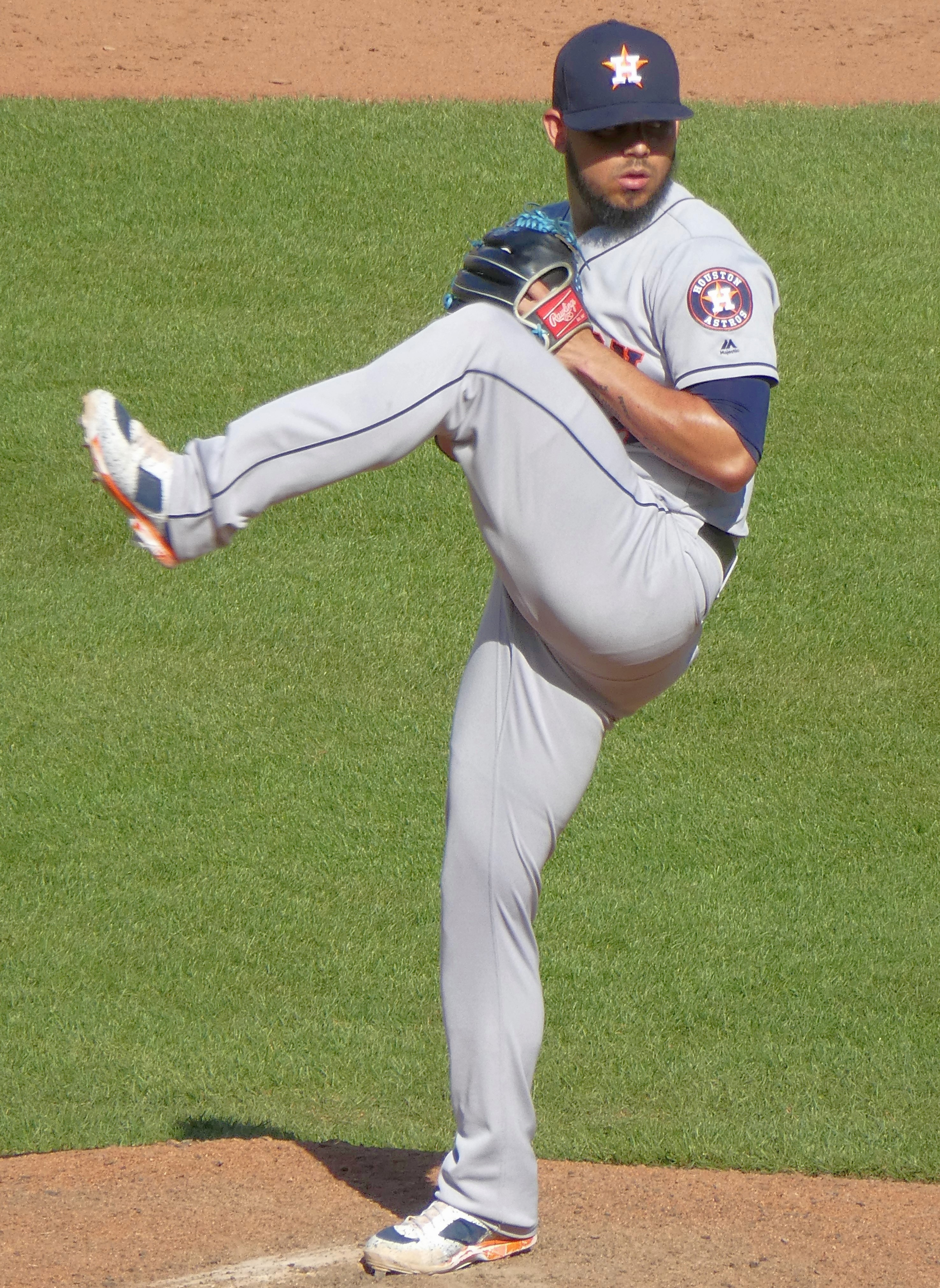
ヒューストン・アストロズ時代
（2019年8月11日）

2019年は1年を通じて抑えを務め、38セーブで自身初の最多セーブ投手となった。
2020年は右肘の故障で4試合の登板にとどまった。また故障の回復状況が芳しくなかった。オフの10月30日にFAとなった。

### メキシカンリーグ復帰
2021年5月11日にプロとしてのキャリアをスタートさせたリーガ・メヒカーナ・デ・ベイスボルのレッドデビルズと契約した。24試合に登板し、3勝0敗12セーブ、防御率1.09の成績を残した。
2022年は後述の移籍まで12試合に登板し、2勝0敗6セーブ、防御率1.35の成績を残していた。

### ロッテ時代

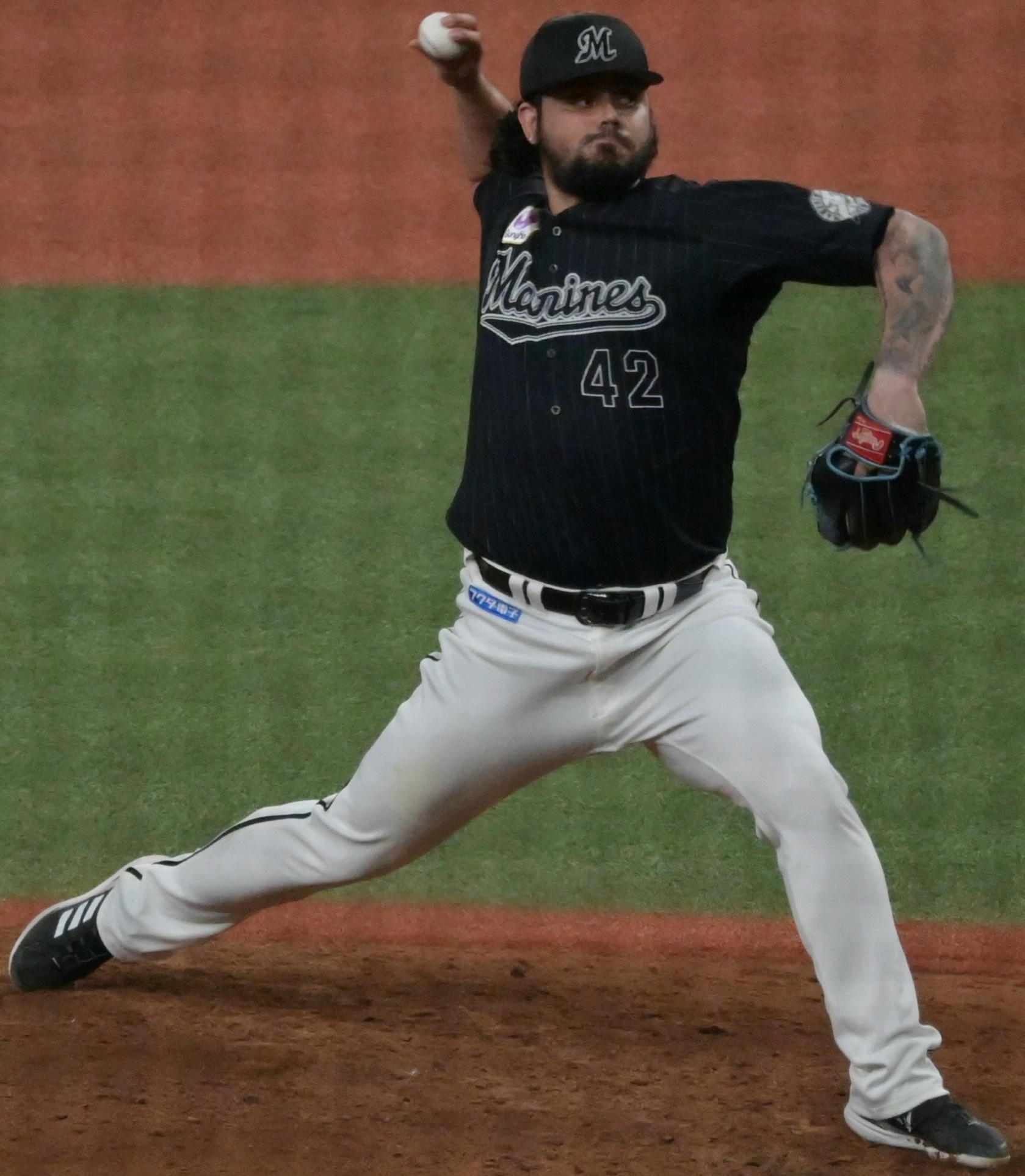
千葉ロッテマリーンズ時代
（2022年9月30日）

2022年6月9日、千葉ロッテマリーンズが獲得を発表した。推定年俸は9000万円。背番号は42。MLBの最多セーブ投手タイトル保持者のNPB入りは、1994年のボビー・シグペン（福岡ダイエー）以来28年ぶり、MLB投打主要タイトル保持者としては2013年のアンドリュー・ジョーンズ（楽天。2005年のナショナルリーグ本塁打王・打点王）以来9年ぶりとなった。
6月24日のオリックス・バファローズ戦（ZOZOマリンスタジアム）の8回表にNPB初登板。以後、セットアッパーの一角として起用される。8月20日に益田直也が登録抹消された後は、MLB時代と同様に抑えを務めた。シーズンを通して安定したピッチングを続け、29登板で防御率0.92、9ホールド10セーブを記録した。オフの12月2日に自由契約公示された。

### ソフトバンク時代
2022年12月25日、福岡ソフトバンクホークスへの入団が発表された。背番号は54。推定年俸は6億5000万円。これは山本由伸（オリックス）と並ぶ2023年トップタイの金額である。これまでリリーフを担っていた森唯斗、藤井皓哉が千賀滉大のMLB移籍などを前提とした先発への転向、これに伴うリバン・モイネロのセットアッパー転向による抑え投手の確保などを背景としてソフトバンクが獲得に至った。2023年1月30日には福岡PayPayドーム内で会見を行い、ホークスがここ数年優勝を逃している現状を踏まえ、「この話をいただいたとき、ぜひ優勝に貢献したいと強い気持ちがあった。」とチームの優勝に向けて意気込みを語った。
2023年、オープン戦8試合に登板し、防御率0.00を記録し、自身初のNPB開幕を一軍で迎えた。3月31日、古巣ロッテとの開幕戦（福岡PayPayドーム）で4点リードの9回表に移籍後初登板を果たし、4番の井上晴哉に安打を許したものの、1回無失点で新天地デビューを果たした。開幕から抑えとして17試合に登板して11セーブを挙げるなど無失点を継続していたが、5月31日に体調不良のため特例2023で一軍登録を抹消された。6月9日に再登録され、6月11日の読売ジャイアンツ戦（福岡PayPayドーム）で復帰登板となったが、丸佳浩にホームランを打たれてシーズン初失点を喫した。連敗ストップのかかった7月24日のロッテ戦（ZOZOマリンスタジアム）で元チームメイトの角中勝也に代打逆転サヨナラ本塁打を浴び移籍後初黒星となった。しかし、失点した試合は上記2試合と9月16日の日本ハム戦の3試合のみで、シーズンを通して抑えで起用された。最終的に49試合の登板で3勝2敗12ホールド26セーブ、防御率0.92の好成績を残した。回跨ぎでの登板は7月30日のロッテ戦のみであったが、クライマックスシリーズ最終戦では結果的に続投はなかったものの、10回への続投に備えるなどチームを支えた。10月17日に今季限りで退団し、争奪戦となる可能性があることが報じられたが、11月14日に2024年からの4年総額40億円超えの大型契約で大筋合意し、残留することが報じられた。これは、当時の日本プロ野球界の最高年俸であり、史上初の年俸10億円を超えることになった。
2024年6月までに30試合に登板して0勝2敗20セーブ、防御率3.99と防御率は悪化し特に6月は防御率6.75と乱調していた。7月5日に下半身の不調を理由に登録を抹消。8月にセカンドオピニオンを利用するためとして渡米するが、9月5日にメキシコメディアの報道でfacebook上でオスナから殺害予告を受けたとする記事が投稿される。記事によるとオスナの父が監督を務めるメキシコのアマチュアチームの試合を観戦していたが、そこで乱闘騒ぎとなり相手チームの選手の父に対して殺害予告、姉妹に侮辱行為を働いたことを告発された。
2025年、開幕から抑えを務めたが6月10日の巨人戦から配置転換となり、6月19日に2軍降格になった。

## 投球スタイル
オーバースローから、最速99.4mph（約160km/h）、平均96mph（約154km/h）のフォーシームを中心に、平均86mph（約138km/h）のスライダー、平均83mph（約134km/h）のチェンジアップ、平均95mph（約153km/h）のツーシーム、平均89mph（約143km/h）のカッターなどを使用する。メジャー通算のFB%が約47%と高く、フライボールピッチャーである。
オスナが試合を抑えることをオスナマタタと称される。

## 人物
- 愛称は「リトル・キャノン」、「ノー・パニック」[41]。
- ロッテ入団後、自身や球団のSNSにラーメンを食べる様子を頻繁に投稿していたところ、目をつけたファンが「＃オスナに食べてほしいラーメンの写真を上げるタグ」というハッシュタグを作成。作成から3ヶ月で400枚を超える写真が投稿されるほどの人気となった[42]。ホークス入団時の会見でも、早速人気ラーメン店の「一蘭」を堪能したと語り、親日家、そしてラーメン好きの一面を見せた[43]。
- ロッテ時代の本拠地・ZOZOマリンスタジアムでは、救援投手は右翼方向のブルペンからリリーフカーに乗って登場する。しかしオスナは、「走ることで体が温まる」「来日前最後に乗った時に決勝本塁打を打たれた」という理由でリリーフカーには乗らず、ブルペンから走って登場していた[44]。
- 2007年に先述の少年軟式野球世界大会で初来日し、千葉県御宿町にホームステイで 1ヶ月近く滞在したが、当時の写真などを持っているもののホストファミリーの名前などは覚えておらず、再会を願っているという[6]。

## 家族
叔父のアントニオ・オスナもロサンゼルス・ドジャースなどでプレーした元プロ野球選手（投手）である。また、実弟のアレハンドロ・オスナも同じくプロ野球選手（外野手）であり、2025年にテキサス・レンジャーズでメジャーデビューを果たしている。

## 詳細情報

### 年度別投手成績
| 年 度    | 球 団        | 登 板 | 先 発 | 完 投 | 完 封 | 無 四 球 | 勝 利 | 敗 戦 | セ 丨 ブ | ホ 丨 ル ド | 勝 率 | 打 者 | 投 球 回 | 被 安 打 | 被 本 塁 打 | 与 四 球 | 敬 遠 | 与 死 球 | 奪 三 振 | 暴 投 | ボ 丨 ク | 失 点 | 自 責 点 | 防 御 率 | W H I P |
| -------- | ------------ | ----- | ----- | ----- | ----- | -------- | ----- | ----- | -------- | ----------- | ----- | ----- | -------- | -------- | ----------- | -------- | ----- | -------- | -------- | ----- | -------- | ----- | -------- | -------- | ------- |
| 2015     | TOR          | 68    | 0     | 0     | 0     | 0        | 1     | 6     | 20       | 7           | .143  | 271   | 69.2     | 48       | 7           | 16       | 2     | 1        | 75       | 5     | 0        | 21    | 20       | 2.58     | 0.92    |
| 2016     | TOR          | 72    | 0     | 0     | 0     | 0        | 4     | 3     | 36       | 0           | .571  | 288   | 74.0     | 55       | 9           | 14       | 4     | 3        | 82       | 4     | 1        | 23    | 22       | 2.68     | 0.93    |
| 2017     | TOR          | 66    | 0     | 0     | 0     | 0        | 3     | 4     | 39       | 0           | .429  | 249   | 64.0     | 46       | 3           | 9        | 0     | 3        | 83       | 4     | 0        | 26    | 24       | 3.38     | 0.87    |
| 2018     | TOR          | 15    | 0     | 0     | 0     | 0        | 0     | 0     | 9        | 0           | ----  | 63    | 15.1     | 16       | 0           | 1        | 0     | 2        | 13       | 1     | 0        | 5     | 5        | 2.93     | 1.11    |
| 2018     | HOU          | 23    | 0     | 0     | 0     | 0        | 2     | 2     | 12       | 2           | .500  | 87    | 22.2     | 17       | 1           | 3        | 0     | 2        | 19       | 2     | 0        | 5     | 5        | 1.99     | 0.88    |
| '18計    | HOU          | 38    | 0     | 0     | 0     | 0        | 2     | 2     | 21       | 2           | .500  | 150   | 38.0     | 33       | 1           | 4        | 0     | 4        | 32       | 3     | 0        | 10    | 10       | 2.37     | 0.97    |
| 2019     | HOU          | 66    | 0     | 0     | 0     | 0        | 4     | 3     | 38       | 0           | .571  | 253   | 65.0     | 45       | 8           | 12       | 0     | 2        | 73       | 1     | 0        | 20    | 19       | 2.63     | 0.88    |
| 2020     | HOU          | 4     | 0     | 0     | 0     | 0        | 0     | 0     | 1        | 1           | ----  | 16    | 4.1      | 3        | 0           | 0        | 0     | 0        | 3        | 0     | 0        | 1     | 1        | 2.08     | 0.69    |
| 2022     | ロッテ       | 29    | 0     | 0     | 0     | 0        | 4     | 1     | 10       | 9           | .800  | 107   | 29.2     | 15       | 1           | 3        | 0     | 1        | 32       | 0     | 0        | 3     | 3        | 0.91     | 0.61    |
| 2023     | ソフトバンク | 49    | 0     | 0     | 0     | 0        | 3     | 2     | 26       | 12          | .600  | 170   | 49.0     | 28       | 3           | 6        | 1     | 0        | 42       | 0     | 0        | 5     | 5        | 0.92     | 0.69    |
| 2024     | ソフトバンク | 39    | 0     | 0     | 0     | 0        | 0     | 3     | 24       | 5           | .000  | 157   | 38.1     | 36       | 3           | 10       | 0     | 2        | 23       | 1     | 0        | 16    | 16       | 3.76     | 1.20    |
| MLB：6年 | MLB：6年     | 314   | 0     | 0     | 0     | 0        | 14    | 18    | 155      | 10          | .438  | 1227  | 315.0    | 230      | 28          | 55       | 6     | 13       | 348      | 17    | 1        | 101   | 96       | 2.74     | 0.90    |
| NPB：3年 | NPB：3年     | 117   | 0     | 0     | 0     | 0        | 7     | 6     | 60       | 26          | .538  | 434   | 117.0    | 79       | 7           | 19       | 1     | 3        | 97       | 1     | 0        | 24    | 24       | 1.85     | 0.84    |

- 2024年度シーズン終了時
- 各年度の太字はリーグ最高

### 年度別守備成績
| 年 度 | 球 団        | 投手（P） | 投手（P） | 投手（P） | 投手（P） | 投手（P） | 投手（P） |
| 年 度 | 球 団        | 試 合     | 刺 殺     | 補 殺     | 失 策     | 併 殺     | 守 備 率  |
| ----- | ------------ | --------- | --------- | --------- | --------- | --------- | --------- |
| 2015  | TOR          | 68        | 4         | 4         | 0         | 0         | 1.000     |
| 2016  | TOR          | 72        | 4         | 7         | 0         | 0         | 1.000     |
| 2017  | TOR          | 66        | 1         | 8         | 0         | 1         | 1.000     |
| 2018  | TOR          | 15        | 1         | 3         | 0         | 1         | 1.000     |
| 2018  | HOU          | 23        | 1         | 2         | 0         | 0         | 1.000     |
| '18計 | HOU          | 38        | 2         | 5         | 0         | 1         | 1.000     |
| 2019  | HOU          | 66        | 8         | 3         | 1         | 0         | .917      |
| 2020  | HOU          | 4         | 2         | 0         | 0         | 0         | 1.000     |
| 2022  | ロッテ       | 29        | 2         | 2         | 0         | 0         | 1.000     |
| 2023  | ソフトバンク | 49        | 2         | 8         | 0         | 1         | 1.000     |
| 2024  | ソフトバンク | 39        | 1         | 6         | 0         | 0         | 1.000     |
| MLB   | MLB          | 314       | 21        | 27        | 1         | 3         | .980      |
| NPB   | NPB          | 117       | 5         | 16        | 0         | 1         | 1.000     |

- 2024年度シーズン終了時

### タイトル
MLB
- 最多セーブ投手：1回（2019年）

### 表彰
MLB
- Topps ルーキーオールスターチーム（英語版） （リリーフ投手部門：2015年）
- リリーバー・オブ・ザ・マンス：1回（2017年6月）

### 記録

#### MLB
- MLBオールスターゲーム選出：1回（2017年）

#### NPB
初記録
- 初登板：2022年6月24日、対オリックス・バファローズ10回戦（ZOZOマリンスタジアム）、8回表に3番手で救援登板、1回無失点[46]
- 初奪三振：同上、8回表に佐野皓大から空振り三振[46]
- 初勝利：2022年6月26日、対オリックス・バファローズ12回戦（ZOZOマリンスタジアム）、11回表に6番手で救援登板・完了、1回無失点
- 初ホールド：2022年7月5日、対北海道日本ハムファイターズ10回戦（ZOZOマリンスタジアム）、8回表に3番手で救援登板、1回無失点
- 初セーブ：2022年7月19日、対埼玉西武ライオンズ14回戦（ZOZOマリンスタジアム）、9回表に4番手で救援登板・完了、1回無失点

その他の記録
- オールスターゲーム出場：1回（2023年）

#### MLB/NPB通算
節目の記録
- 200セーブ：2024年5月8日、対北海道日本ハムファイターズ7回戦（みずほPayPayドーム福岡）、9回表に4番手で救援登板・完了、1回無失点[47][注釈 2]。

### 背番号
- 54（2015年 - 2022年6月9日、2023年 - ）
- 42（2022年6月10日 - 同年終了）

### 登場曲
- 「Toco Toco To」Dixson Waz（2022年6月 - ）

### 代表歴
- 2017 ワールド・ベースボール・クラシック・メキシコ代表